# The Dell (Southampton)
Das The Dell an der Milton Road in Southampton war von 1898 bis 2001 das Heimatstadion des englischen Fußballclubs FC Southampton.

## Geschichte
Am 3. September 1898 wurde das Fußballstadion mit dem Eröffnungsspiel gegen Brighton United eröffnet. Das Spiel endete 4:1 für Southampton. Das Stadion war für rund 10.000 £ von George Thomas gebaut worden. 1929 wurde The Dell ausgebaut und die Kapazität auf etwa 30.000 Plätze erhöht. Der Grund für diesen Ausbau war ein Feuer an der Osttribüne, das von einer Zigarette ausgelöst worden war.
Das letzte Spiel in der Spielstätte fand am 19. Mai 2001 zwischen dem FC Southampton und dem FC Arsenal (3:2) statt und im gleichen Jahr wurde das Stadion abgerissen. Auf dem Grundstück steht heute ein Wohnhaus-Komplex. Der FC Southampton trägt seitdem seine Heimspiele im St. Mary’s Stadium aus.